# Голинак
Голинак (фр. Golinhac) насеље је и општина у јужној Француској у региону Миди Пирене, у департману Аверон која припада префектури Родез.
По подацима из 2011. године у општини је живело 386 становника, а густина насељености је износила 11,91 становника/km². Општина се простире на површини од 32,41 km². Налази се на средњој надморској висини од 650 метара (максималној 694 m, а минималној 229 m).

## Демографија
| 1962. | 1968. | 1975. | 1982. | 1990. | 1999. | 2011. |
| ----- | ----- | ----- | ----- | ----- | ----- | ----- |
| 523   | 532   | 475   | 472   | 458   | 392   | 386   |

График промене броја становника у току последњих година